# أوتو فيليز
أوتو فيليز (بالإنجليزية: Otto Vélez)‏ هو لاعب كرة قاعدة أمريكي، ولد في 29 نوفمبر 1950 في بونس، بورتوريكو في الولايات المتحدة.

## وصلات خارجية
- أوتو فيليز على موقعبيزبول رفرنس.كوم (الدوري الرئيسي) (الإنجليزية)
- أوتو فيليز على موقعبيزبول رفرنس.كوم (الدوري الثانوي) (الإنجليزية)